# Ariadna tovarensis
Espèce
Ariadna tovarensis est une espèce d'araignées aranéomorphes de la famille des Segestriidae.

## Distribution
Cette espèce est endémique de l'État d'Aragua au Venezuela,.

## Description
La femelle décrite par Giroti et Brescovit en 2018 mesure 7,4 mm, les femelles mesurent de 6,04 à 7,52 mm.

## Étymologie
Son nom d'espèce, composé de tovar et du suffixe latin -ensis, « qui vit dans, qui habite », lui a été donné en référence au lieu de sa découverte, Colonia Tovar.

## Publication originale
- Simon, 1893 : Arachnides. Voyage de M. E. Simon au Venezuela (décembre 1887 - avril 1888). 21e Mémoire. Annales de la Société Entomologique de France, vol. 61, p. 423-462 (texte intégral).